# William Windham
William Windham (Londra, 3 maggio 1750 – Londra, 4 giugno 1810) è stato un politico e statista britannico, membro del partito Whig.
Nato da un'antica famiglia del Norfolk, fu educato ad Eton e frequentò in seguito l'University College di Oxford. Amico di Edmund Burke e di Samuel Johnson, nel 1784 divenne membro del Parlamento per Norwich. Prese parte al processo per impeachment contro Warren Hastings, di cui fu tra i massimi promotori assieme a Burke. Seguito quest'ultimo, assieme a molti altri Whig, tra le file dei sostenitori del governo tory di William Pitt il Giovane, nel 1794 fu Secretary at War nel gabinetto di governo, incarico che mantenne fino al 1801. Con Pitt e Burke sostenne l'Emancipazione dei cattolici, ma si oppose alle altre riforme politiche e parlamentari.
Dimessosi assieme a William Pitt e molti altri ministri a causa dei contrasti con Giorgio III sul tema dell'emancipazione cattolica, fu uno dei massimi oppositori della Pace di Amiens, firmata con la Francia napoleonica.
Scoppiata nuovamente la guerra con la Francia, Windham tornò di nuovo al governo nel Ministero di tutti gli Ingegni, seguito al caos dopo la morte di Pitt, come Segretario di Stato per la Guerra e le Colonie.
Windham viene solitamente descritto dai suoi contemporanei come il tipico modello di gentleman inglese.